# 蘇伯哈因島
蘇伯哈因島是蘇格蘭的島嶼，位於馬里湖，面積1.18平方公里，是蘇格蘭第二大淡水湖島嶼，僅次於因什默里島，最高點海拔高度36米，島上無人居住。
57°41.5′N 5°29′W / 57.6917°N 5.483°W